# علی دایی
علی دایی (زادهٔ ۱ فروردین ۱۳۴۸) بازیکن بازنشسته و مربی فوتبال اهل ایران است. دایی در ردهٔ باشگاهی، علاوه بر بازی در لیگ ایران، سابقهٔ حضور در لیگ‌های قطر، آلمان و امارات را نیز داشته است.
دایی با زدن ۱۰۹ گل در ۱۴۸ بازی ملی بهترین گلزن تاریخ تیم ملی فوتبال ایران و سومین گلزن برتر جهان در ردهٔ ملی، شناخته می‌شود. دایی به‌ عنوان اولین بازیکن جهان محسوب می‌شود که بیش از صد گل ملی به ثمر رسانده‌است. او در نظرسنجی سایت کنفدراسیون فوتبال آسیا و برنامهٔ تلویزیونی ۹۰ به ترتیب با کسب «۵۹ درصد» و «۷۳ درصد» آراء مخاطبان، به‌ عنوان بهترین مهاجم تاریخ جام ملت‌های آسیا و بهترین مهاجم بعد از انقلاب ۱۳۵۷ در ایران انتخاب شد.‏ دایی با ثبت ۱۴ گل، رکورد بیشترین گلزنی در تمام ادوار جام ملت‌های آسیا را در اختیار دارد.
دایی در سال ۱۳۸۵ به عنوان بازیکن-مربی باشگاه سایپا، پا به عرصهٔ مربیگری گذاشت. او در اسفند ۱۳۸۶ نیز به عنوان سرمربی تیم ملی ایران انتخاب شد.

## زندگی شخصی

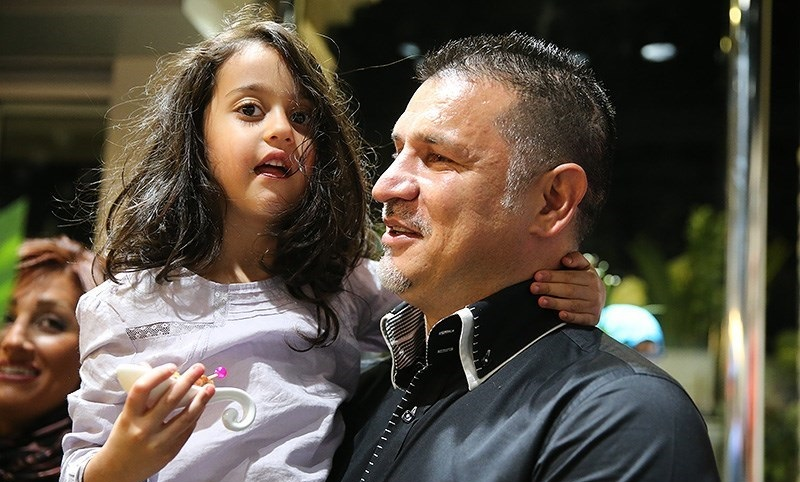
علی دایی و دختر دومش «نورا» / پشت سر؛ مادر نورا (مونا فرخ آذری)

علی دایی در ۱ فروردین ۱۳۴۸ در محله خیرآباد اردبیل به‌دنیا آمد. شناسنامهٔ او و سه برادرش برای اینکه زودتر به مدرسه بروند، در ۱ فروردین صادر شده است. خود دایی تاریخ تولد دقیقش را زمستان ۱۳۴۹ می‌داند. او چهار برادر دارد و فرزند سوم خانواده است. خواهر او که فرزند اول خانواده بود، ۲۰ روز پس از تولد درگذشت.‏
دایی در سال ۱۳۶۶ در رشته مهندسی کشاورزی دانشگاه آزاد اسلامی واحد تهران جنوب قبول شد و دو ترم هم به دانشگاه رفت؛ ولی در سال ۱۳۶۷ دوباره در کنکور شرکت کرد و این‌بار در رشته مهندسی متالورژی دانشگاه صنعتی شریف پذیرفته شد و لیسانس خود را بهمن ماه سال ۱۳۷۱ از همان دانشگاه دریافت کرد.
دایی متأهل است و دو فرزند دختر به نام‌های «دنیز» و «نورا» دارد. در حالی‌که دایی در خرداد ۱۴۰۱، در گفتگو با عادل فردوسی پور اعلام کرده بود، فقط یک بار در سال ۱۳۸۳ ازدواج کرده؛ «دختر بزرگش دنیز» که ساکن لندن هست با انتشار عکس مادرش (مهسا) در اینستاگرام، به صحبت‌های پدرش واکنش نشان داد.
دایی علاوه بر فوتبال، فعالیت‌های متعدد تجاری نیز دارد. او در سال ۱۳۸۸ به عضویت اتاق بازرگانی تهران درآمد. واردات و تولید البسه و لوازم ورزشی،‏‏(با چندین شعبه‏) سرمایه‌گذاری دربخش مسکن و برج‌سازی در شمال تهران‏ فعالیت در حوزه مواد غذایی بیمه و تجارت فولاد، از جمله فعالیت‌های اقتصادی هست که دایی انجام می‌دهد. دایی مدیریت رستوران و جواهرفروشی اش را نیز به همسرش مونا فرخ آذری (مادر نورا) واگذار کرده است.
در جریان خیزش ۱۴۰۱ ایران، هواپیمای حامل همسر و فرزند دایی هنگام خروج از ایران که راهی دبی بود، در فرودگاه کیش فرود آمد. این اقدام با دستگیری عبدالمالک ریگی مقایسه شد. مدتی بعد خبرگزاری تسنیم وابسته به سپاه پاسداران انقلاب اسلامی گفت که همسر او قصد رفتن به آمریکا را داشته و به‌دلیل «همراهی با اغتشاشات و تحریک به اعتصاب» ممنوع‌الخروج بوده است. دایی بعداً گفت که او و همسرش ممنوع‌الخروج نشده بودند و همسرش طبق قوانین حکومت قصد خروج از ایران را داشته است. او ادعای سفر همسرش به آمریکا را تکذیب کرد و گفت «خدا را شکر می‌کنم که هواپیمای‌شان مورد اصابت موشک‌های دشمن قرار نگرفت» که اشاره‌ای به سقوط پرواز شماره ۷۵۲ هواپیمایی بین‌المللی اوکراین بود.

## دوران باشگاهی

### آغاز
علی دایی فوتبال خود را از استقلال اردبیل آغاز کرد.
او پس از قبولی در دانشگاه صنعتی شریف و اقامت در تهران، به تیم تاکسیرانی تهران پیوست. دایی پس از آن، چهار سال در تیم بانک تجارت در مسابقات لیگ تهران به میدان رفت و از آنجا بود که مورد توجه مربیان وقت تیم‌های فوتبال قرار گرفت و برای اولین بار به تیم ملی دعوت شد. دایی پس از آن به تیم پرسپولیس تهران پیوست و دوران فوتبال حرفه‌ای خود را با بازی در جام آزادگان آغاز کرد.

### پرسپولیس

#### فصل ۱۳۷۳
علی دایی در سال ۱۳۷۳ به پرسپولیس پیوست. دایی در اولین فصل حضور در پرسپولیس همراه با فرشاد پیوس در خط حمله این تیم ۳۵ گل به ثمر رساندند که دایی زننده ۱۵ گل از این تعداد بود. در رقابت‌ها جام آزادگان که در فصل ۱۳۷۳ با حضور ۲۴ تیم در دو گروه ۱۲ تیمی برگزار شد، پرسپولیس و کشاورز از گروه دو، همراه با سایپا و استقلال از گروه یک به جمع چهار تیم پایانی راه یافتند.
در بازی نیمه نهایی این رقابت‌ها پرسپولیس به مصاف استقلال رفت. در دیدار رفت و در حالی که بازی با تساوی ۲–۲ دنبال می‌شد، این مسابقه به جنجال کشیده شد و با آمدن تماشاگران به زمین مسابقه، این بازی ناتمام به پایان رسید. پس از مدتی با حکم کمیته انضباطی، پرسپولیس با نتیجه ۰–۳ بازنده دیدار رفت اعلام شد. در بازی برگشت که در بندرعباس برگزار شد، دو تیم به تساوی بدون گل رسیدند و در نهایت پرسپولیس در مجموع با نتیجه ۰–۳ در دوبازی رفت و برگشت مغلوب استقلال شد و از رسیدن به فینال رقابت‌های جام آزادگان بازماند. در دیدار رده‌بندی این رقابت‌ها، پرسپولیس از بازی با کشاورز انصراف داد و دایی به همراه این تیم، به مقام چهارم جام آزادگان رسید.

#### فصل ۱۳۷۴

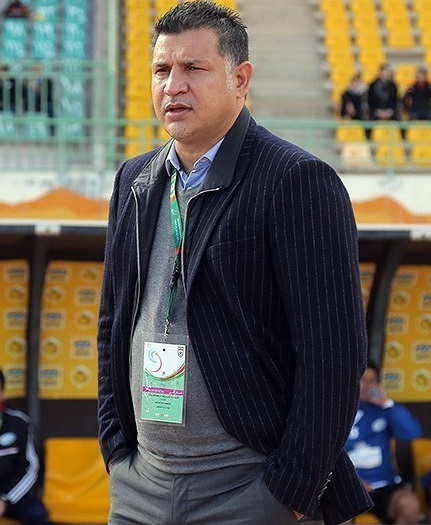
در ۲۰۱۶

علی دایی در دومین فصل حضور در پرسپولیس چهار گل در مسابقات لیگ به ثمر رساند و به همراه این تیم جام آزادگان را فتح کرد. دایی در دو بازی پرسپولیس در مقابل تیم‌های پاس (هفته هفتم) و ملوان (هفته بیست و هشت) که با برتری ۱–۰ پرسپولیس به پایان رسید، زننده گل‌های این تیم بود. دایی در آخرین بازی جام آزادگان در مقابل استقلال اهواز که با نتیجه ۳–۱ به سود پرسپولیس به پایان رسید، دو گل برای این تیم به ثمر رساند. عملکرد دایی در این فصل مورد توجه سرمربی تیم ملی قرار نگرفت و در سال ۱۳۷۴ برای تیم ملی به میدان نرفت.
فصل ۱۳۷۵
دایی آخرین بار در دومین مرحله شانزدهمین دوره جام باشگاه‌های آسیا، در مقابل آلیما قزاقستان برای پرسپولیس به میدان رفت. پرسپولیس که در بازی رفت با نتیجه ۰–۳ بازی را به آلیما قزاقستان واگذار کرده بود، در بازی برگشت با نتیجه ۵–۰ در ورزشگاه آزادی تهران این تیم را شکست داد و به مرحله گروهی جام باشگاه‌های آسیا در منطقه غرب آسیا صعود کرد. در این مسابقه که آخرین حضور دایی برای پرسپولیس به‌شمار می‌رفت او دو گل به ثمر رساند. دایی در شهریور ۱۳۷۵ از پرسپولیس جدا شد و به السد قطر پیوست.

### السد قطر
علی دایی در شهریور ۱۳۷۵ به السد قطر پیوست. دایی در فصل ۹۷–۱۹۹۶ به همراه این تیم به مقام پنجم لیگ قطر دست پیدا کرد.

### آرمینیا بیله فلد
علی دایی در سال ۱۹۹۷ به همراه کریم باقری به تیم آرمینیا بیله فلد آلمان پیوست. دایی که پیراهن شماره ۹، آرمینیا بیله فلد را بر تن داشت در ۲۵ مسابقه برای این تیم در فصل ۹۸–۱۹۹۷ به میدان رفت و ۷ گل به ثمر رساند. آرمینیا بیله‌فلد در این فصل به مقام هجدهم در بوندسلیگا دست یافت و به لیگ دو بوندسلیگا سقوط کرد.

### بایرن مونیخ
علی دایی در سال ۱۹۹۸ به باشگاه بایرن مونیخ آلمان پیوست. (پس از علی دایی، وحید هاشمیان در فصل ۰۵–۲۰۰۴ و علی کریمی در دو فصل ۰۷–۲۰۰۵ برای بایرن به میدان رفتند). با آغاز فصل جدید مسابقات فوتبال آلمان، بایرن مونیخ به عنوان قهرمانی در جام پیش فصل؛ موسوم به جام اتحادیه (لیگا پوکال) دست پیدا کرد. (دایی در رقابت‌های جام اتحادیه بر روی نیمکت ذخیره‌های بایرن مونیخ قرار گرفت و برای این تیم به میدان نرفت)
دایی که پیراهن شماره ۲۴ بایرن‌مونیخ را بر تن داشت در ۲۳ مسابقه برای این تیم در بوندس‌لیگا به میدان رفت و به همراه این تیم به قهرمانی این رقابت‌ها دست پیدا کرد.
دایی پس از نیمکت نشینی در هفته اول بوندس‌لیگا؛ نخستین بار در هفته دوم این رقابت‌ها، به عنوان جانشین کارستن یانکر در دقیقه ۷۰ برابر دویسبورگ برای بایرن‌مونیخ به میدان رفت. پس از غیبت در هفته سوم، دایی برای دومین بار به عنوان جانشین یانکر در دقیقه ۷۰ برابر فرایبورگ از هفته چهارم بوندس‌لیگا به میدان رفت. با گذشت پنج هفته از مسابقات، دایی از ابتدا مسابقه در مقابل هامبورگ برای بایرن‌مونیخ به میدان رفت و در پیروزی ۵–۳ این تیم در مقابل هامبورگ، دو بار برای بایرن‌مونیخ گلزنی کرد. دایی تا پایان فصل، در مجموع ۶ گل برای بایرن مونیخ به ثمر رساند. با پایان رقابت‌های بوندس‌لیگا مجله کیکر نمره میانگین ۳٫۷۳ را به او اختصاص داد.
دایی که در مسابقات بوندس‌لیگا غالباً به عنوان ذخیره کارستن یانکر به میدان رفته بود در ۴ مسابقه برای بایرن مونیخ به عنوان جایگزین این بازیکن در لیگ قهرمانان اروپا ۹۹–۱۹۹۸ (در مجموع ۶۸ دقیقه) به میدان رفت و به همراه تیم بایرن مونیخ به فینال آن صعود کرد. اما در دیدار فینال نیز در مقابل منچستر یونایتد به میدان نرفت و از روی نیمکت کار هم تیمی‌هایش را دنبال کرد.
با پایان رقابت‌های لیگ قهرمانان اروپا، دایی موفق به گلزنی در این مسابقات نشد و مجله کیکر به دلیل دقایق کوتاه حضور دایی در این مسابقات، به او نمره‌ای نداد.
بنا بر نوشته خبرگزاری آلمان دایی در این فصل از رقابت‌های بوندس‌لیگا نتوانست در بایرن‌مونیخ جایگاهی پیدا کند. وب سایت فیفا نیز از جا نیفتادن دایی در این تیم آلمانی در این فصل از رقابت‌ها یاد کرد.

### هرتابرلین

#### فصل ۲۰۰۰–۱۹۹۹
علی دایی در سال ۱۹۹۹ به تیم هرتابرلین پیوست و پیراهن شماره ۹ این تیم را بر تن کرد. او در پایان فصل به همراه این تیم، رتبه ششم بوندس‌لیگا را کسب کرد.
با آغاز رقابت‌های بوندس‌لیگا دایی از همان ابتدا برای هرتابرلین به میدان رفت. دایی در پیروزی ۵–۲ هرتابرلین در مقابل هانزا روستوک در هفته اول بوندس‌لیگا یک گل زد و در دقیقه ۵۸ جای خود را به آراکسیچ داد. دایی تا پایان فصل؛ ۲۸ بار برای هرتابرلین در بوندس‌لیگا به میدان رفت و در مجموع ۳ گل در این مسابقات به ثمر رساند. با پایان رقابت‌های بوندس‌لیگا مجله کیکر نمره میانگین ۴٫۰۸ را به او اختصاص داد.
در اولین دور مرحله گروهی لیگ قهرمانان اروپا؛ هرتابرلین با تیم‌های گالاتاسرای، آ.ث. میلان و چلسی همگروه شد. در پایان مسابقات دور اول گروهی، هرتابرلین همراه با دایی به مرحله بعدی این رقابت‌ها صعود کرد. هرتابرلین در مسابقات دور دوم گروهی، در رتبه چهارم گروه خود قرار گرفت و از صعود به مراحل بعدی بازماند. علی دایی در مسابقات لیگ قهرمانان اروپا در مجموع ۱۱ بار برای هرتابرلین به میدان رفت. او در مسابقات مرحله اول گروهی، دو بار در مقابل چلسی (پیروزی ۲–۱هرتابرلین) و یک بار در مقابل آ.ث. میلان (تساوی ۱–۱) برای هرتابرلین گلزنی کرد. با پایان رقابت‌های هرتابرلین در لیگ قهرمانان اروپا، مجله کیکر نمره میانگین ۴٫۱۵ را به دایی اختصاص داد.

#### فصل ۲۰۰۱–۲۰۰۰
علی دایی در هفته نخست بوندس‌لیگا، از دقیقه ۷۱ به عنوان جانشین آندریاس اشمیت در مقابل تیم سابق خود بایرن مونیخ به میدان رفت. در این مسابقه که با شکست ۴–۱ هرتابرلین همراه بود، دایی تنها گل تیمش را به ثمر رساند.
پس از نیمکت نشینی در هفته دوم و سوم بوندس‌لیگا، دایی در هفته چهارم برابر وولفسبورگ دومین گل فصل خود را به ثمر رساند. پس از گلزنی در مقابل اشتوتگارت در هفته پنجم بوندس‌لیگا، دایی تا پایان فصل نتوانست برای هرتابرلین در این رقابت‌ها گلزنی کند.
دایی در مجموع ۲۳ بار (۳ بازی ۹۰ دقیقه‌ای) برای هرتابرلین در بوندس‌لیگا به میدان رفت. با پایان رقابت‌های بوندس‌لیگا، مجله کیکر نمره میانگین ۴٫۱۷ را به او اختصاص داد. دایی در دومین فصل حضور در هرتابرلین، رتبه پنجم بوندس‌لیگا را به دست آورد.
هرتابرلین که در بازی‌های فصل گذشته بوندس‌لیگا جواز حضور در مسابقات لیگ قهرمانان اروپا را به دست نیاورده بود، در مسابقات جام یوفا به میدان رفت. دایی در این مسابقات ۵ بار برای هرتابرلین به میدان رفت، که در دو بازی رفت و برگشت در مقابل زیمبرو کیشیلاو مولداوی دو گل به ثمر رساند. (بازی رفت یک گل، بازی برگشت یک گل) با حذف هرتابرلین از جام یوفا، مجله کیکر نمره میانگین ۴٫۵۰ را به دایی در این مسابقات اختصاص داد.

#### فصل ۲۰۰۲–۲۰۰۱
علی دایی در سومین فصل حضور در هرتابرلین مورد توجه قرار نگرفت و در بیشتر مدت حضورش در این فصل نیمکت‌نشین بود.
دایی نخستین بار در هفته هفتم بوندس‌لیگا، به عنوان جانشین رب ماس در دقیقه ۵۸ به میدان آمد. او در مجموع ۸ بار برای هرتابرلین در بوندس‌لیگا به میدان رفت. دایی در بازی هفته ۲۱ هرتابرلین در مقابل انرژی کوتبوس، نود دقیقه برای این تیم بازی کرد. دایی در ۷ مسابقه دیگر به عنوان بازیکن جانشین (۹۶ دقیقه در مجموع ۷ بازی) در رقابت‌های بوندس‌لیگا به میدان رفت. با پایان رقابت‌های بوندس‌لیگا، مجله کیکر نمره میانگین ۵ را به دایی اختصاص داد.
دایی در تنها بازی خود در جام یوفا نیز به عنوان جانشین آندریاس اشمیت، در نیمه دوم بازی با سروت سوئیس به میدان رفت. مجله کیکر نمره ۵ را در این مسابقه به دایی اختصاص داد.
علی دایی در سومین فصل حضور در هرتابرلین نتوانست گلی برای این تیم به ثمر برساند. دایی پس از کسب رتبه چهارم بوندس‌لیگا به همراه هرتابرلین، به دوران حضور خود در فوتبال اروپا پایان داد و به فوتبال آسیا بازگشت.

### الشباب امارات
دایی در سال ۲۰۰۲ با عقد قراردادی ۲ ساله به تیم الشباب امارات پیوست. او در فصل ۲۰۰۳–۲۰۰۲ به همراه این تیم به مقام نهم لیگ فوتبال امارت رسید. عملکرد دایی در الشباب امارات مورد توجه این تیم قرار نگرفت و در حالی که قراردادی دو ساله با این تیم داشت، پس از یک فصل حضور در این تیم از سوی سرمربی الشباب کنار گذاشته شد. دایی پس از رد پیشنهاد تیم جیابی چین، به فوتبال ایران بازگشت و برای پرسپولیس به میدان رفت.

### پرسپولیس
علی دایی در مرداد سال ۱۳۸۲ پس از هفت سال به پرسپولیس بازگشت و به عنوان کاپیتان دوم این تیم پس از افشین پیروانی، از سوی وینگو بگوویچ انتخاب شد. دایی در اولین بازی پرسپولیس در مسابقات لیگ برتر در مقابل پگاه گیلان ۴ گل به ثمر رساند و در پایان فصل با زدن ۱۶ گل به عنوان آقای گل لیگ ایران شناخته شد. (دایی با آغاز دوران فوتبال حرفه‌ای خود از سال ۱۳۷۳ تا پایان آن در سال ۱۳۸۶ تنها عنوان آقای گلی در رده باشگاهی را به دست آورد). دایی در سومین دوره لیگ برتر به همراه پرسپولیس مقام پنجم لیگ را به‌دست‌آورد. وی پس از یک سال حضور در این تیم به صبا باتری پیوست و به دوران حضور خود در پرسپولیس پایان داد.

### صبا باتری

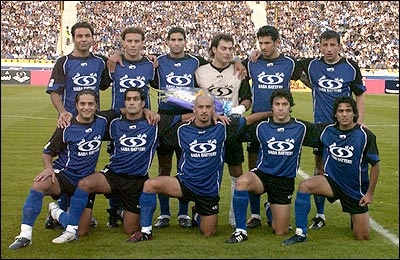
علی دایی در ترکیب تیم صباباتری / ۲۸ شهریور ۱۳۸۳ / صباباتری ۱–۱ استقلال

#### فصل ۸۴–۸۳
علی دایی در شهریور سال ۱۳۸۳ با عقد قراردادی یک ساله به تیم صبا باتری پیوست. این تیم که اولین حضور خود در لیگ برتر را تجربه می‌کرد با صرف هزینه بالا بازیکنان سرشناس لیگ ایران را به خدمت گرفت اما در پایان فصل به مقام نهم لیگ برتر دست پیدا کرد. دایی پس از جدا شدن از پرسپولیس در آبان سال ۱۳۸۳ در مقابل تیم سابق خود به میدان رفت که این دیدار با تساوی بدون گل به پایان رسید. دایی در ۲۵ بازی برای صبا باتری در لیگ برتر به میدان رفت و ۱۲ گل به ثمر رساند. وی به همراه این تیم به مقام قهرمانی جام حذفی دست پیدا کرد.

#### فصل ۸۵–۸۴
علی دایی در سال ۱۳۸۴ برای یک فصل دیگر قرارداد خود در تیم صبا باتری را تمدید کرد. وی در آبان سال ۱۳۸۴ در سومین تقابل با تیم سابق خود؛ در مسابقات لیگ برتر، موفق شد در برابر پرسپولیس گلزنی کند. این دیدار با تساوی ۲–۲ به پایان رسید. وی در پایان مسابقات لیگ برتر به همراه این تیم به مقام چهارم دست پیدا کرد. دایی پس از عملکرد ناموفق در جام جهانی ۲۰۰۶ در لیست فروش باشگاه صبا باتری قرار گرفت و به سایپا البرز پیوست.

### سایپا
علی دایی در مرداد ۱۳۸۵ با قراردادی یک ساله به سایپا پیوست. او با گذشت ۵ هفته از مسابقات لیگ برتر و در حالی که سایپا با مربیگری لورانت با ۱۱ امتیاز در صدر جدول قرار داشت؛ به عنوان جانشین این مربی آلمانی منصوب شد (لورانت از سایپا کناره‌گیری کرد و به لیگ ترکیه رفت) و علاوه بر بازی در سایپا، هدایت این تیم را به عنوان سرمربی نیز به عهده گرفت.
(هیئت رئیسه سازمان لیگ، علی‌رغم اینکه نشستن بر روی نیمکت تیم‌های لیگ برتر به عنوان سرمربی را مشروط به ارائه مدرک مربی‌گری A آسیا کرده بود، مجوز مربی‌گری دایی در سایپا را صادر کرد)
دایی در نخستین تجربه خود به عنوان بازیکن- مربی در هفته ششم لیگ برتر، در مقابل تیم سابق خود پرسپولیس به میدان رفت. در این بازی که با تساوی ۲–۲ به پایان رسید، دایی هر دو گل سایپا را به ثمر رساند.
با گذشت ۲۱ هفته از مسابقات لیگ برتر، سایپا با نتیجه مشابه بازی رفت در مقابل پرسپولیس به تساوی ۲–۲ رسید. در این مسابقه؛ دایی پس از ضربه سر به صورت شیث رضایی، از سوی کمیته انضباطی چهار جلسه از همراهی سایپا محروم شد. پیش از این حکم، نمایندگان مجلس در حوزه‌های اردبیل، ارومیه و تبریز با غیر کارشناسی خواندن تصمیمات کمیته داوران در مورد تیم سایپا و غیرقانونی بودن محرومیت احتمالی دایی، نظارت سازمان تربیت بدنی بر کمیته داوران را از رئیس‌جمهور خواستار شده بودند.
یک روز پس از اعلام حکم محرومیت چهار جلسه‌ای دایی از سوی کمیته انضباطی، محرومیت دایی از سوی کمیته استیناف به سه جلسه تعلیقی و یک جلسه محرومیت کاهش پیدا کرد. پس از این حکم دایی با حضور در مجلس اعلام کرد: «شاه‌حسینی (رئیس وقت کمیته انضباطی) صلاحیت داوری فوتبال را نداشته و یک جلسه محرومیت هم حق او نبوده است». پس از رأی کمیته استیناف و اظهار نظر دایی، اعضا کمیته انضباطی در اعتراض به رأی کمیته استیناف، دسته جمعی استعفا دادند.
با برگزاری ادامه مسابقات لیگ برتر، در یک بازی مانده به پایان این رقابت‌ها سایپا علی‌رغم تساوی ۱–۱ در مقابل پاس با توجه به تفاضل گل بهتر، از جدی‌ترین رقیب خود استقلال اهواز پیش افتاد و به صدر جدول رسید. این در حالی بود که مسئولان باشگاه استقلال اهواز، بابک داوری کمک داور اردبیلی بازی استقلال اهواز و مس کرمان را به جانب‌داری از تیم سایپا متهم کردند. در بازی استقلال اهواز و مس کرمان که تا دقایق پایانی با نتیجه ۱–۰ به سود استقلال اهواز دنبال می‌شد، بابک داوری کمک داور اردبیلی این مسابقه در وقت‌های اضافه بازی، به اشتباه اعلام کرد ضربه بازیکن مس کرمان از خط دروازه استقلال اهواز عبور کرده است که در پایان این مسابقه با تساوی ۱–۱ به پایان رسید.
علی دایی در آخرین بازی سایپا در مسابقات لیگ برتر برابر مس کرمان به میدان رفت. دایی پس از گلزنی در این مسابقه و کسب عنوان قهرمانی با سایپا، به دوران بازیگری خود پایان داد.
او اولین بازیکن/مربی قهرمان تاریخ لیگ ایران شد.

## رتبه تیم‌های باشگاهی
| تیم             | فصل                |       |
| تیم             | فصل                | رتبه  |
| --------------- | ------------------ | ----- |
| بانک تجارت      | ۷۳–۱۳۶۹            |       |
| پرسپولیس        | لیگ آزادگان ۱۳۷۳   | چهارم |
| پرسپولیس        | لیگ آزادگان ۱۳۷۴   | اول   |
| السد قطر        | فصل ۹۷–۱۹۹۶        | پنجم  |
| آرمینیا بیله‌فلد | بوندس لیگا ۹۸–۱۹۹۷ | هجدهم |
| بایرن مونیخ     | بوندس لیگا ۹۹–۱۹۹۸ | اول   |
| هرتابرلین       | بوندس لیگا ۰۰–۱۹۹۹ | ششم   |
| هرتابرلین       | بوندس لیگا ۰۱–۲۰۰۰ | پنجم  |
| هرتابرلین       | بوندس لیگا ۰۲–۲۰۰۱ | چهارم |
| الشباب امارات   | فصل ۰۳–۲۰۰۲        | نهم   |
| پرسپولیس        | لیگ برتر ۸۳–۱۳۸۲   | پنجم  |
| صبا باتری       | لیگ برتر ۸۴–۱۳۸۳   | نهم   |
| صبا باتری       | لیگ برتر ۸۵–۱۳۸۴   | چهارم |
| سایپا تهران     | لیگ برتر ۸۶–۱۳۸۵   | اول   |

## دوران ملی
علی دایی نخستین بار در سال ۱۳۷۲ به عنوان بازیکن جانشین در مقابل پاکستان در جام اکو برای تیم ملی به میدان رفت. او در ۱۴۸ بازی، ۱۰۸ گل (بر اساس آمار برنامه نود ۱۰۷ گل) برای تیم ملی ایران به ثمر رسانده است و رکورد دار گلزنی در رده ملی می‌باشد. دایی در ششمین حضور خود در ترکیب تیم ملی، اولین گل خود را در سال ۱۳۷۲ برابر تایوان در رقابت‌های انتخابی جام جهانی ۱۹۹۴ به ثمر رساند.
او در تاریخ ۱۳ مهر ۱۳۸۰ برای صدمین بار در مقابل تایلند پیراهن تیم ملی را بر تن کرد.دایی با زدن ۱۴ گل، بهترین گلزن تاریخ جام ملت‌های آسیا شناخته می‌شود.

### جام ملت‌های آسیا ۱۹۹۶
تیم ملی ایران در مرحله مقدماتی جام ملت‌های آسیا ۱۹۹۶ با تیم‌های نپال، سری‌لانکا و عمان در گروه پنج این مسابقات قرار گرفت. در این بازی‌ها؛ که به صورت رفت و برگشت در تهران و مسقط برگزار شد، تیم ملی ایران با مربیگری محمد مایلی‌کهن موفق شد به عنوان تیم اول به مرحله نهایی این رقابت‌ها؛ که در امارات برگزار می‌شد راه پیدا کند. علی دایی در این مسابقات در دو بازی رفت و برگشت در مقابل نپال؛ که در مجموع با برتری ۰–۱۲ ایران به پایان رسید ۵ گل (۴ گل بازی رفت و یک گل بازی برگشت) به ثمر رساند. وی همچنین در دو بازی رفت و برگشت در برابر سری‌لانکا؛ که در مجموع با برتری ۰–۱۱ ایران همراه بود نیز ۵ گل (دایی در بازی رفت ۵ گل به ثمر رساند و در بازی برگشت موفق به گلزنی نشد) به ثمر رساند.
با آغاز بازی‌های جام ملت‌های آسیا ۱۹۹۶؛ تیم ملی ایران با تیم‌های عراق، تایلند و عربستان در گروه دوم این مسابقات قرار گرفت. در این رقابت‌ها؛ تیم ملی ایران در اولین گام با نتیجه ۲–۱ مغلوب عراق شد، که علی دایی زننده تک گل ایران (از روی نقطه پنالتی) در این مسابقه بود. در بازی دوم؛ که با برتری ۱–۳ ایران در مقابل تایلند همراه بود، دایی بار دیگر گلزنی کرد. وی همچنین در پیروزی ۰–۳ ایران در مقابل عربستان؛ در آخرین بازی مرحله گروهی، سومین گل خود در این رقابت‌ها را به ثمر رساند. تیم ایران در مرحله یک‌چهارم نهایی این رقابت‌ها موفق شد با نتیجه ۲–۶ کره جنوبی را شکست دهد، که دایی در این مسابقه ۴ گل به ثمر رساند.
تیم ایران در مرحله نیمه نهایی این رقابت‌ها، پس از تساوی بدون گل (در نود دقیقه بازی و سی دقیقه وقت اضافه) در مقابل عربستان، در ضربات پنالتی با نتیجه ۴–۳ مغلوب این تیم شد، و از رسیدن به فینال این رقابت‌ها بازماند. در این مسابقه علی دایی اولین ضربه پنالتی تیم ملی ایران را به اوت زد. تیم ملی ایران در دیدار رده‌بندی پس از تساوی ۱–۱ در مقابل کویت در پایان نود دقیقه بازی، با نتیجه ۳–۴ در ضربات پنالتی این تیم را شکست داد و به مقام سوم جام ملت‌های آسیا ۱۹۹۶ دست پیدا کرد. علی دایی که زننده تک گل ایران در جریان مسابقه بود، در ضربات پنالتی بنا برخواسته سرمربی وقت تیم ملی (محمد مایلی‌کهن) پشت توپ قرار نگرفت. با پایان این رقابت‌ها، دایی با زدن ۸ گل به عنوان بهترین گلزن این مسابقات شناخته شد.

### جام جهانی ۱۹۹۸

#### مرحله انتخابی

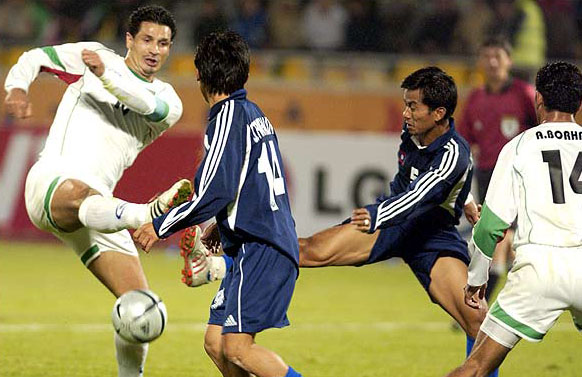
علی دایی زننده ۴ گل ایران مقابل لائوس / آبان ۱۳۸۳

تیم ملی ایران در دور نخست مسابقات انتخابی جام جهانی ۱۹۹۸؛ با تیم‌های مالدیو، قرقیزستان و سوریه در گروه دوم این مسابقات قرار گرفت. در این بازی‌ها؛ که به صورت رفت و برگشت در دمشق و تهران برگزار شد، تیم ملی ایران با مربیگری محمد مایلی‌کهن موفق شد به عنوان تیم اول به دور دوم این رقابت‌ها راه پیدا کند. تیم ایران در نخستین بازی موفق شد با نتیجه ۰–۱۷ مالدیو را شکست دهد، که علی دایی در این مسابقه پس از دست دادن یک ضربه پنالتی در نیمه اول، ۲ گل در نیمه دوم این مسابقه به ثمر رساند. دایی در بازی برگشت که با پیروزی ۰–۹ تیم ملی ایران همراه بود نیز ۲ گل دیگر در مقابل مالدیو به ثمر رساند. او در دو بازی رفت و برگشت در مقابل قرقیزستان نیز به میدان رفت که در بازی رفت که با نتیجه ۰–۷ به سود ایران به پایان رسید یک گل به ثمر رساند. (در دو بازی رفت و برگشت ایران با نتیجه ۱–۱۰ قرقیزستان را شکست داد)‏ دایی در بازی رفت با سوریه که به برتری ۰–۱ تیم ملی ایران انجامید، زننده تک گل مسابقه بود.
در آخرین بازی دور اول مقدماتی، تیم ملی ایران در بازی برگشت با سوریه به تساوی ۲–۲ دست پیدا کرد. علی دایی در این مسابقه که از دقیقه ۴۰ به جای محسن گروسی وارد زمین شده بود، پس از پایان بازی در مصاحبه‌ای اعلام کرد: «با این شرایط مرا به تیم ملی دعوت نکنید. تیم ملی جای شوخی و تست زدن نیست».
پس از این دور، او در سال ۱۹۹۷ به تیم منتخب آسیا دعوت شد تا در مقابل منتخب جهان قرار بگیرد. منتخب آسیا در این بازی پنج بر سه شکست خورد.
تیم ملی ایران در دور دوم مسابقات انتخابی جام جهانی ۱۹۹۸؛ با تیم‌های عربستان، کویت، چین و قطر در گروه یک این مسابقات قرار گرفت. با مشخص شدن تیم‌های هم گروه ایران، ۳۰ بازیکن به اردوی آمادگی تیم ملی دعوت شدند و علی دایی از سوی محمد مایلی کهن سرمربی وقت تیم ملی کنار گذاشته شد. مایلی کهن در واکنش به صحبت‌های دایی پس از بازی با سوریه اعلام کرد: «دایی فکر می‌کند مربی تیم ملی است، اما او باید بداند من مربی تیم ملی هستم و او را دعوت نخواهم کرد». پس از مدتی با وساطت داریوش مصطفوی (رئیس وقت فدراسیون فوتبال ایران) و همچنین وساطت معاون فنی سازمان تربیت بدنی، علی دایی در فاصله ۹ روز تا آغاز رقابت‌های دور دوم مقدماتی جام جهانی ۱۹۹۸، به تیم ملی دعوت شد.
دایی چند ماه پس از پایان اختلافات با مایلی‌کهن، در مصاحبه‌ای اعلام کرد: «در جلسه مشترک نماینده مجلس و استاندار اردبیل، با مایلی‌کهن در مجلس شورای اسلامی حضور داشته است».
با آغاز دور دوم رقابت‌های مقدماتی جام جهانی ۱۹۹۸؛ دایی از ابتدا در ترکیب تیم ملی قرار گرفت. او در ۸ مسابقه برای تیم ملی به میدان رفت و در پیروزی ۰–۳ ایران در مقابل قطر زننده یکی از گل‌های مسابقه بود. دایی همچنین در بازی با چین که با برتری ۱–۴ ایران به پایان رسید، یک گل به ثمر رساند. با شکست ۲–۰ ایران مقابل قطر در آخرین بازی (هشتمین بازی) دور دوم مقدماتی جام جهانی ۱۹۹۸، تیم ملی ایران با مربیگری محمد مایلی‌کهن در رتبه دوم گروه خود قرار گرفت،‏ و برای کسب سومین سهمیه فوتبال قاره آسیا در دیدار پلی آف، به مصاف ژاپن رفت.
پس از شکست ایران در آخرین بازی دور دوم مقدماتی جام جهانی ۱۹۹۸ در مقابل قطر؛ محمد مایلی‌کهن با کسب ۱۲ امتیاز و قرار دادن ایران در رتبه دوم گروه‏ از سمت خود برکنار شد، و والدیر ویرا هدایت تیم ملی را برای بازی‌های پلی‌آف بر عهده گرفت. در بازی پلی‌آف آسیا؛ که به صورت تک بازی در شهر جوهور بهرو مالزی؛ بین تیم‌های دوم گروه A و B یعنی ایران و ژاپن برگزار شد، تیم ملی ایران با نتیجه ۳–۲ مغلوب ژاپن شد، و از صعود به جام جهانی به عنوان سومین سهمیه قاره آسیا در این مرحله از رقابت‌ها بازماند. در این بازی خداداد عزیزی و دایی دو گل ایران را به ثمر رساندند.
پس از شکست در مقابل ژاپن؛ تیم ملی ایران برای کسب چهارمین سهمیه فوتبال آسیا در جام جهانی ۱۹۹۸، در دو بازی رفت و برگشت به مصاف استرالیا نماینده قاره اقیانوسیه رفت. در بازی رفت با گلزنی خداداد عزیزی، تیم ملی ایران به نتیجه مساوی ۱–۱ دست پیدا کرد. در بازی برگشت با گل‌های کریم باقری و خداداد عزیزی؛ تیم ملی ایران با نتیجه ۲–۲ در مقابل استرالیا به تساوی رسید و با توجه به گل زده بیشتر در خانه میزبان، به جام جهانی ۱۹۹۸ راه پیدا کرد. در این مسابقه خداداد عزیزی با پاس گل دایی، موفق به گلزنی شد.

#### بازی‌های جام جهانی ۱۹۹۸
با صعود به جام جهانی ۱۹۹۸، محسن صفایی فراهانی به عنوان رئیس جدید فدراسیون فوتبال، جایگزین داریوش مصطفوی شد. فراهانی در اولین اقدام؛ والدیر ویرا سرمربی تیم ملی را کنار گذاشت و تومیسلاو ایویچ را به عنوان سرمربی تیم ملی منصوب کرد. بنا بر نوشته وب‌سایت یوفا، ایویچ پس از باخت مشکوک ۷–۱ تیم ملی ایران در مقابل تیم آ. اس. رم ایتالیا، از سرمربیگری تیم ملی کنار گذاشته شد و جای خود را به جلال طالبی داد. پیش از این مسابقه نیز، خبرهایی از درگیری فیزیکی رضا شاهرودی و علی دایی در تمرینات تیم ملی، از سوی رسانه‌های ایران اعلام شد. بعدها رضا شاهرودی خود نیز به این ماجرا اعتراف و آن را روایت کرد.
با آغاز رقابت‌های جام جهانی ۱۹۹۸، تیم ملی ایران با تیم‌های یوگسلاوی، آمریکا و آلمان در گروه F این رقابت‌ها قرار گرفت. پس از شکست ۱–۰ در مقابل یوگسلاوی، تیم ملی ایران موفق شد با گل‌های استیلی و مهدوی‌کیا با نتیجه ۱–۲ آمریکا را شکست دهد. در این مسابقه مهدوی‌کیا روی پاس دایی موفق شد دومین گل تیم ملی ایران را به ثمر برساند. در ادامه بازی‌های مرحله گروهی؛ تیم ملی ایران در سومین بازی با نتیجه ۲–۰ مغلوب آلمان شد و با قرار گرفتن در رتبه سوم گروه، از صعود به مرحله بعدی این رقابت‌ها بازماند. در این مسابقه دایی عملکرد خوبی نداشت و همراه با استیلی از سوی مجله کیکر با کسب نمره ۵، به عنوان ضعیف‌ترین بازیکنان زمین شناخته شدند.

### بازی‌های آسیایی ۱۹۹۸
تیم ملی ایران در بازی‌های آسیایی ۱۹۹۸ بانکوک در اولین مرحله گروهی، با تیم‌های قزاقستان و لائوس در گروه H این مسابقات قرار گرفت. پس از پیروزی ۰–۲ در مقابل قزاقستان، تیم ملی ایران در دومین بازی با نتیجه ۱–۶ لائوس را شکست داد و به دور دوم گروهی این رقابت‌ها صعود کرد. اگر چه در آمار سایت‌های ایرانی؛ تعداد گل‌های دایی در برابر لائوس ۲ گل ذکر شده است، اما در آمار فیفا یک گل در این مسابقه برای دایی ثبت شده است. (ضربه آزاد دایی پس از برخورد به تیر دروازه توسط دروازه‌بان لائوس به گل رفت).
در ادامه این رقابت‌ها، دایی در مقابل تیم‌های چین (پیروزی ۱–۲ ایران) و عمان (باخت ۴–۲ ایران) یک گل به ثمر رساند. او در بازی با تاجیکستان که با نتیجه ۰–۵ به سود ایران به پایان رسید دو بار گلزنی کرد. در مرحله یک چهارم نهایی این رقابت‌ها تیم ملی ایران موفق شد با نتیجه ۰–۴ ازبکستان را شکست دهد، که علی دایی در این مسابقه هت‌تریک کرد. پس از شکست چین در نیمه نهایی، تیم ملی ایران در مسابقه فینال با گل‌های علی کریمی و کریم باقری، کویت را شکست داد و به عنوان قهرمانی سیزدهمین دوره این رقابت‌ها دست پیدا کرد. با پایان این رقابت‌ها علی دایی با زدن ۸ گل به عنوان بهترین گلزن این مسابقات شناخته شد. (در آمار فیفا، ضربه آزاد دایی پس از برخورد به تیر دروازه توسط دروازه‌بان لائوس به گل رفت و به عنوان گل به خودی دروازه‌بان این تیم ثبت شده است) در این دوره از مسابقات منصور پورحیدری هدایت تیم ملی ایران را بر عهده داشت.

### جام ملت‌های آسیا ۲۰۰۰
تیم ملی ایران در مرحله مقدماتی جام ملت‌های آسیا ۲۰۰۰ با تیم‌های مالدیو، بحرین و سوریه در گروه دو این مسابقات قرار گرفت. در این بازی‌ها؛ که به صورت رفت و برگشت در دمشق و تهران برگزار شد، تیم ملی ایران با مربیگری جلال طالبی موفق شد به عنوان تیم اول به مرحله نهایی این رقابت‌ها؛ که در لبنان برگزار می‌شد راه پیدا کند. با آغاز این رقابت‌ها؛ تیم ملی ایران با نتیجه ۰–۸ مالدیو را شکست داد. در این مسابقه علی دایی ۳ بار دروازه مالدیو را باز کرد. در بازی برگشت نیز، مالدیو با نتیجه ۰–۳ در تهران مغلوب ایران شد که علی دایی یک گل از روی نقطه پنالتی به ثمر رساند. دایی در بازی با تیم‌های سوریه (برد ۰–۱ ایران) و بحرین (برد ۰–۳ ایران) نیز یک بار گلزنی کرد.
با آغاز بازی‌های جام ملت‌های آسیا ۲۰۰۰، تیم ملی ایران در اولین گام با نتیجه ۰–۴ لبنان را شکست داد که علی دایی زننده یکی از گل‌های ایران در این مسابقه بود. دایی در بازی‌های مرحله گروهی در مقابل تیم‌های تایلند (تساوی ۱–۱) و عراق (برد ۰–۱ ایران) نیز یک بار گلزنی کرد. با صعود به مرحله یک‌چهارم نهایی این رقابت‌ها تیم ملی ایران به مصاف کره‌جنوبی رفت. در حالی که ایران با گل کریم باقری تا دقیقه ۹۰ از کره جنوبی پیش افتاده بود، حضور دایی در محوطه جریمه ایران و دفع توپ ناقص او منجر به پاس گل برای بازیکن کره جنوبی شد و بازی با تساوی ۱–۱، به ۳۰ دقیقه وقت اضافه کشیده شد. در نیمه اول وقت‌های اضافه، تیم ملی ایران با گل طلایی مغلوب کره‌جنوبی شد، و از صعود به مرحله بعدی این رقابت‌ها بازماند.

### مقدماتی جام جهانی ۲۰۰۲
با آغاز دور نخست رقابت‌های انتخابی جام جهانی ۲۰۰۲؛ تیم ملی ایران با تیم‌های گوآم، تاجیکستان و میانمار (انصراف از بازی‌ها) هم‌گروه شد. در این بازی‌ها که به صورت متمرکز و تک بازی در تبریز برگزار شد، تیم ملی ایران در اولین گام با نتیجه ۰–۱۹ گوام را شکست داد؛ که دایی زننده ۴ گل در این مسابقه بود.
با پیروزی ۰–۲ در مقابل تاجیکستان (دایی یک گل زد) و انصراف میانمار از این بازی‌ها، تیم ملی ایران به مرحله نهایی رقابت‌های انتخابی جام جهانی ۲۰۰۲ راه یافت و با تیم‌های عربستان، عراق، بحرین و تایلند هم‌گروه شد. در دور نخست این رقابت‌ها آدمار براگا هدایت تیم ملی ایران را بر عهده داشت.
دایی در نخستین بازی ایران در این رقابت‌ها، در مقابل عربستان دو گل به ثمر رساند (یک گل پنالتی). او در بازی برگشت که با تساوی ۲–۲ همراه بود، یک‌بار گلزنی کرد. دایی در ادامه بازی‌های گروهی، در مقابل تیم‌های عراق (برد ۱–۲ ایران) و بحرین (باخت ۳–۱ ایران) نیز یک بار گلزنی کرد. با شکست ۳–۱ ایران در آخرین بازی مرحله گروهی در مقابل بحرین، تیم ملی ایران با کسب رتبه دوم گروه، به مصاف امارات تیم دوم گروه مقابل رفت. در این مرحله از رقابت‌ها، تیم ملی ایران موفق شد در مجموع دو بازی رفت و برگشت با نتیجه ۰–۴ امارات را شکست دهد (دایی یک گل به ثمر رساند) و برای کسب پنجمین سهمیه فوتبال آسیا (کره جنوبی و ژاپن میزبان‌های آسیایی جام جهانی و همچنین عربستان و چین تیم‌های اول هر گروه، پیش تر حضور خود را در این رقابت‌ها قطعی کرده بودند) به مصاف ایرلند، نماینده قاره اروپا رفت.
تیم ملی پس از شکست ۲–۰ در بازی رفت، با نتیجه ۰–۱ در بازی برگشت با گل یحیی گلمحمدی ایرلند را شکست داد، اما با توجه به گل زده کمتر در بازی رفت، از صعود به جام جهانی ۲۰۰۲ بازماند. در این مرحله از رقابت‌ها میروسلاو بلاژویچ هدایت تیم ملی ایران را بر عهده داشت.

### بازی‌های آسیایی ۲۰۰۲
تیم ملی امید ایران (زیر ۲۳ سال) در بازی‌های آسیایی ۲۰۰۲، با تیم‌های امید افغانستان، امید لبنان و امید قطر در گروه E این مسابقات قرار گرفت. در این رقابت‌ها؛ علی دایی، ابراهیم میرزاپور و یحیی گلمحمدی؛ از سوی برانکو ایوانکویچ به عنوان سه بازیکن کمکی بزرگ‌سال، تیم ملی امید ایران را همراهی کردند. دایی در این رقابت‌ها سه بار برای تیم ملی امید ایران به میدان رفت و ۳ گل به ثمر رساند. تیم ملی امید ایران در اولین مسابقه مرحله گروهی، با نتیجه ۰–۱۰ امید افغانستان را شکست داد که دایی در این مسابقه ۲ گل به ثمر رساند. در دیگر بازی مرحله گروهی که با برتری ۰–۲ ایران در مقابل امید لبنان به پایان رسید، دایی از روی نقطه پنالتی دروازه این تیم را باز کرد. پس از بازی در مقابل امید قطر، دایی به دلیل فوت ناگهانی پدرش به ایران بازگشت و در ادامه مسابقات تیم ملی امید را همراهی نکرد. (بازی‌ها و گل‌های دایی در این مسابقات، به عنوان بازی و گل ملی در رده بزرگسالان محاسبه نمی‌شود)

### جام ملت‌های آسیا ۲۰۰۴
تیم ملی ایران در مرحله مقدماتی جام ملت‌های آسیا ۲۰۰۴ با تیم‌های اردن، لبنان و کره شمالی در گروه D این مسابقات قرار گرفت. در این بازی‌ها؛ تیم ملی ایران با مربیگری برانکو ایوانکویچ موفق شد به عنوان تیم اول به مرحله نهایی این رقابت‌ها؛ که در چین برگزار می‌شد راه پیدا کند. تیم ملی ایران در آغاز این رقابت‌ها با نتیجه ۱–۴ اردن را شکست داد که دایی در این مسابقه ۲ گل به ثمر رساند. دایی در بازی با لبنان، که با نتیجه ۰–۳ به سود ایران به پایان رسید یک گل از روی نقطه پنالتی به ثمر رساند. او در بازی برگشت نیز که با برد ۰–۱ ایران همراه بود، زننده تک گل مسابقه بود.
با آغاز بازی‌های جام ملت‌های آسیا ۲۰۰۴؛ تیم ملی ایران با تیم‌های تایلند، ژاپن و عمان در گروه چهارم این مسابقات قرار گرفت. دایی در این رقابت‌ها، عملکرد خوبی نداشت‏ و یک گل در جریان بازی‌ها به ثمر رساند. دو گل دیگر دایی در این مسابقات، از روی نقطه پنالتی به ثمر رسید. با پایان رقابت‌های جام ملت‌های آسیا، دایی به همراه تیم ملی ایران، به مقام سوم دست پیدا کرد.

### جام جهانی ۲۰۰۶

#### مرحله انتخابی
دور اول مقدماتی
تیم ملی ایران در دور نخست مسابقات انتخابی جام جهانی ۲۰۰۶؛ با تیم‌های لائوس، اردن و قطر در گروه اول این مسابقات قرار گرفت. در این بازی‌ها؛ تیم ملی ایران با مربیگری برانکو ایوانکویچ موفق شد به عنوان تیم اول به دور دوم این رقابت‌ها راه پیدا کند.
با شروع این رقابت‌ها، ایران در نخستین بازی موفق شد با نتیجه ۱–۳ قطر را شکست دهد، که علی دایی در این مسابقه یک گل از روی نقطه ضربه پنالتی به ثمر رساند. دایی در بازی رفت با لائوس که با برتری ۰–۷ ایران به پایان رسید، ۲ بار گلزنی کرد (یک گل پنالتی). او در بازی برگشت با لائوس که با نتیجه مشابه ۰–۷ به سود ایران به پایان رسید، ۴ گل به ثمر رساند. دایی در بازی برگشت مقابل اردن نیز یک گل به ثمر رساند (برد ۰–۲ ایران)
دور دوم مقدماتی
تیم ملی ایران در دور دوم مسابقات انتخابی جام جهانی ۲۰۰۶؛ با تیم‌های بحرین، کره شمالی و ژاپن در گروه دو این مسابقات قرار گرفت.
دایی در این مرحله از رقابت‌ها عملکرد خوبی نداشت، و تنها گل رو در این مسابقات؛ در آخرین بازی مرحله گروهی در مقابل ژاپن به ثمر رسید. در این مسابقه که بدون حضور لژیونرهای دو تیم و برای مشخص شدن تیم‌های اول و دوم گروه برگزار شد، تیم ملی ایران با نتیجه ۲–۱ مغلوب ژاپن شد، و با قرار گرفتن در رتبه دوم گروه؛ به جام جهانی ۲۰۰۶ صعود کرد. دایی در این مسابقه از روی نقطه پنالتی برای ایران گلزنی کرد.

#### بازی‌های جام جهانی ۲۰۰۶

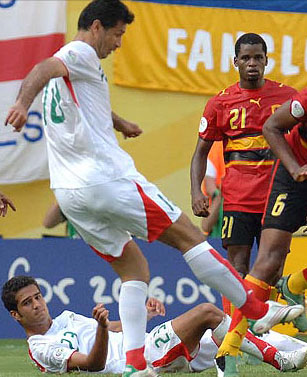
آخرین بازی علی دایی در تیم ملی / ایران ۱ - آنگولا ۱ / جام جهانی ۲۰۰۶

با قرعه کشی تیم‌های حاضر در جام جهانی ۲۰۰۶، تیم ملی ایران با تیم‌های مکزیک، پرتغال و آنگولا در گروه D این رقابت‌ها قرار گرفت.
با آغاز این رقابت‌ها، تیم ملی ایران در اولین بازی با نتیجه ۳–۱ مغلوب مکزیک شد. در این مسابقه، دایی عملکرد خوبی نداشت و از سوی سایت رسمی مسابقات به عنوان ضعیف‌ترین بازیکن زمین شناخته شد. پس این مسابقه و در پی انتقادات کارشناسان داخلی و خارجی از عملکرد دایی، او در بازی با پرتغال از سوی برانکو ایوانکویچ برای تیم ملی ایران به میدان نرفت. دایی در سومین بازی ایران در برابر آنگولا که آخرین حضور او در ترکیب تیم ملی ایران به‌شمار می‌رفت نیز عملکرد خوبی نداشت.
با پایان رقابت‌های جام جهانی ۲۰۰۶ و روی کار آمدن امیر قلعه نویی به عنوان سرمربی تیم ملی، دایی در فهرست اولیه ۴۰ بازیکن دعوت شده به تیم ملی قرار نگرفت و برای همیشه از ترکیب تیم ملی ایران، کنار گذاشته شد.‏

## آمار ملی
| سال   | بازی | گل  | پاس گل |
| ----- | ---- | --- | ------ |
| ۱۹۹۳  | ۱۶   | ۷   | ۰      |
| ۱۹۹۴  | ۱    | ۰   | ۰      |
| ۱۹۹۵  | ۰    | ۰   | ۰      |
| ۱۹۹۶  | ۱۸   | ۲۲  | ۱      |
| ۱۹۹۷  | ۱۷   | ۹   | ۳      |
| ۱۹۹۸  | ۱۳   | ۹   | ۱      |
| ۱۹۹۹  | ۵    | ۲   | ۰      |
| ۲۰۰۰  | ۱۸   | ۱۹  | ۱      |
| ۲۰۰۱  | ۱۶   | ۱۰  | ۱      |
| ۲۰۰۲  | ۴    | ۲   | ۰      |
| ۲۰۰۳  | ۹    | ۵   | ۱      |
| ۲۰۰۴  | ۱۶   | ۱۷  | ۲      |
| ۲۰۰۵  | ۹    | ۴   | ۰      |
| ۲۰۰۶  | ۶    | ۲   | ۰      |
| مجموع | ۱۴۸  | ۱۰۸ | ۱۰     |

## مربیگری

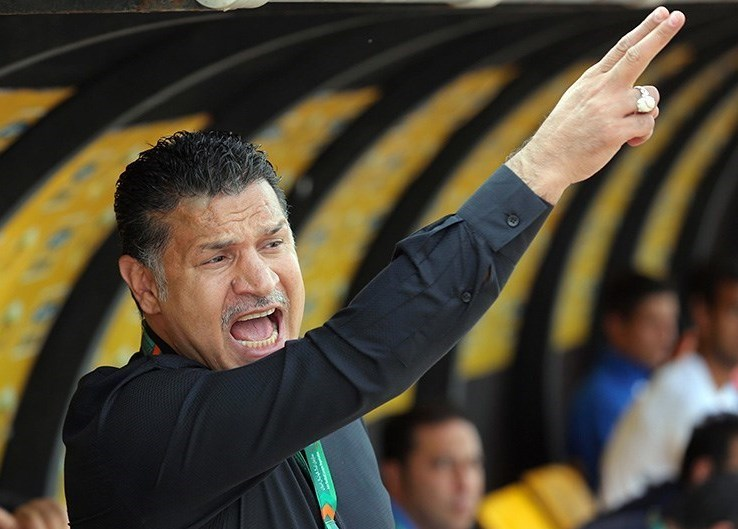
علی دایی در کسوت مربی فوتبال

علی دایی سابقه مربیگری در تیم‌های باشگاهی سایپا تهران، پرسپولیس تهران، راه‌آهن، صبای قم و نفت تهران را در کارنامه دارد. او همچنین بیش از یک سال هدایت تیم ملی فوتبال ایران را بر عهده داشت.

### ملی
علی دایی در تاریخ ۱۲ اسفند سال ۱۳۸۶، به عنوان سرمربی تیم ملی فوتبال ایران انتخاب شد انتخاب دایی به عنوان سرمربی تیم ملی؛ در حالی از سوی علی‌آبادی رئیس وقت سازمان تربیت بدنی و معاون رئیس‌جمهور (محمود احمدی‌نژاد) انجام شد؛ که دایی پیش از این اعلام کرده بود: «هر کس لابی قوی تری داشته باشد به عنوان سرمربی تیم ملی منصوب می‌شود». پیش از این، فدراسیون فوتبال ایران از افشین قطبی، امیر قلعه نویی، محمد مایلی کهن، بیژن ذوالفقارنسب و مجید جلالی؛ به عنوان گزینه‌های خود برای سرمربی‌گری تیم ملی، نام برده بود.
علی دایی در رقابت‌های انتخابی جام جهانی ۲۰۱۰، عملکرد ضعیفی به عنوان سرمربی تیم ملی داشت. تیم ملی در دور پایانی این رقابت‌ها با هدایت دایی، در ۵ مسابقه ۶ امتیاز به دست آورد و در رتبه چهارم جدول بین پنج تیم قرار گرفت. پس از شکست تیم ملی در پنجمین بازی مقابل عربستان، فدراسیون فوتبال؛ علی دایی را از مربی‌گری تیم ملی برکنار کرد. (تیم ملی ایران در ۸ فروردین ۱۳۸۸ و در حضور ۱۰۰ هزار تماشاگر، مقابل عربستان با نتیجه ۲ بر یک شکست خورد و در رتبه چهارم گروه، بین پنج تیم قرار گرفت).

### باشگاهی

#### سایپا
علی دایی در مرداد ۱۳۸۵ با قراردادی یک ساله به سایپا پیوست. او با گذشت ۵ هفته از مسابقات لیگ برتر و در حالی که سایپا با مربی‌گری لورانت با ۱۱ امتیاز در صدر جدول قرار داشت؛ به عنوان جانشین این مربی آلمانی منصوب شد (لورانت از سایپا کناره‌گیری کرد و به لیگ ترکیه رفت) و علاوه بر بازی در سایپا، هدایت این تیم را به عنوان سرمربی نیز به عهده گرفت.
(هیئت رئیسه سازمان لیگ، علی‌رغم اینکه نشستن بر روی نیمکت تیم‌های لیگ برتر به عنوان سرمربی را مشروط به ارائه مدرک مربی‌گری A آسیا کرده بود، مجوز مربی‌گری دایی در سایپا را صادر کرد)
با برگزاری مسابقات لیگ برتر، در یک بازی مانده به پایان این رقابت‌ها؛ سایپا علی‌رغم تساوی ۱–۱ در مقابل پاس با توجه به تفاضل گل بهتر، از جدی‌ترین رقیب خود استقلال اهواز پیش افتاد و به صدر جدول رسید. این در حالی بود که مسئولان باشگاه استقلال اهواز، بابک داوری کمک داور اردبیلی بازی استقلال اهواز و مس کرمان را به جانب‌داری از تیم سایپا متهم کردند.
علی دایی در آخرین بازی سایپا در مسابقات لیگ برتر برابر مس کرمان به میدان رفت. دایی پس از گلزنی در این مسابقه و کسب عنوان قهرمانی با سایپا، به دوران بازیگری خود پایان داد.

#### پرسپولیس

##### فصل ۸۹–۱۳۸۸
علی دایی پس از کنار گذاشته شدن از تیم ملی، در ۷ دی ۱۳۸۸ و در زمان ریاست علی سعیدلو بر سازمان تربیت بدنی، به عنوان سرمربی پرسپولیس انتخاب شد. این در حالی‌بود که با گذشت ۲۱ هفته از مسابقات لیگ برتر، پرسپولیس با هدایت زلاتکو کرانچار، در رتبه سوم جدول قرار داشت. پرسپولیس در پایان فصل با هدایت دایی؛ در رتبه چهارم جدول مسابقات لیگ برتر قرار گرفت و قهرمانی جام حذفی را به‌دست‌آورد.

##### فصل ۹۰–۱۳۸۹
علی دایی در دومین فصل حضور در پرسپولیس، برای دومین بار پیاپی قهرمانی جام حذفی را به‌دست‌آورد. دایی پس از شکست ۴–۱ پرسپولیس مقابل صبای قم در هفته نوزدهم مسابقات لیگ برتر؛ که پنجمین شکست پیاپی پرسپولیس در لیگ برتر با هدایت او به‌شمار می‌رفت، از مربی‌گری این تیم استعفا کرد،‏ اما بار دیگر به پرسپولیس بازگشت و در پایان فصل رتبه چهارم مسابقات لیگ برتر را به دست آورد.
پرسپولیس در این فصل از رقابت‌های لیگ برتر با هدایت دایی؛ در دو بازی رفت و برگشت مغلوب استقلال شد (شهرآورد ۶۹ و ۷۰). در مسابقات لیگ قهرمانان آسیا نیز؛ پرسپولیس با هدایت دایی، عملکرد ضعیفی داشت و در مرحله گروهی این مسابقات با کسب ۵ امتیاز از ۶ مسابقه؛ در رتبه چهارم، گروه چهار تیمی قرار گرفت و از دور رقابت‌ها کنار رفت.

#### راه‌آهن
علی دایی پس از پایان قرارداد با پرسپولیس و اختلاف با مدیرعامل این تیم (حبیب کاشانی)؛ از پرسپولیس جدا شد و در تیر ماه ۱۳۹۰، به عنوان سرمربی راه‌آهن انتخاب شد. راه‌آهن با هدایت دایی در فصل ۹۱–۱۳۹۰ مسابقات لیگ برتر در جایگاه یازدهم قرار گرفت. راه‌آهن در دومین فصل (لیگ ۹۲–۱۳۹۱) حضور دایی در این تیم به عنوان سرمربی؛ در جدول رده‌بندی مسابقات لیگ برتر، در رده هشتم قرار گرفت.

#### پرسپولیس

##### فصل ۹۳–۱۳۹۲

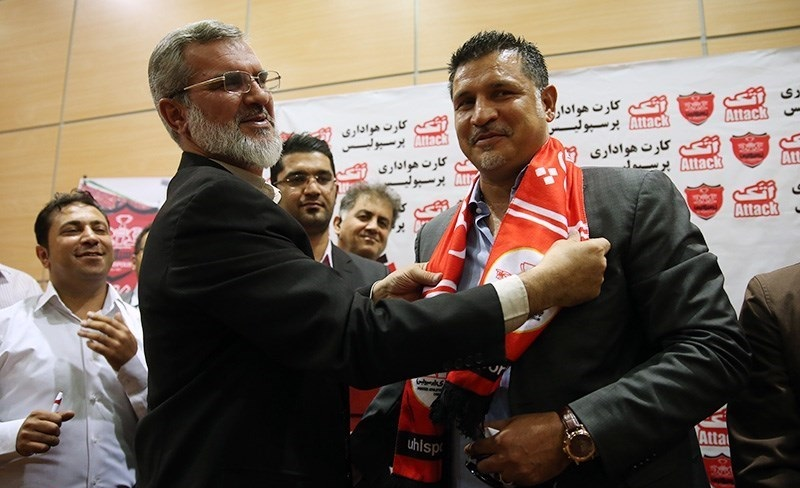
علی دایی و سردار محمد رویانیان (مدیرعامل پرسپولیس)

علی دایی در خرداد ۱۳۹۲ با قراردادی ۳ ساله؛ در زمان مدیرعاملی محمد رویانیان، بار دیگر هدایت پرسپولیس را بر عهده گرفت. این در حالی بود که سال گذشته دایی در مصاحبه ای اعلام کرده بود: «از یک من ریش رویانیان نمی‌ترسد و امثال رویانیان با یک امضاء می‌آیند و می‌روند».
با پایان رقابت‌های لیگ برتر در فصل ۹۳–۱۳۹۲؛ پرسپولیس با هدایت علی دایی، عنوان نایب قهرمانی را به دست آورد.

##### فصل ۹۴–۱۳۹۳
با آغاز رقابت‌های لیگ برتر در فصل ۹۴–۱۳۹۳ و تغییرات در مدیریت پرسپولیس، علی دایی پس از قرار دادن پرسپولیس در رده نهم جدول (۲ برد، ۲ تساوی و ۳ باخت)؛ تا پایان هفته هفتم مسابقات لیگ برتر، توسط هیئت مدیره پرسپولیس از این تیم کنار گذاشته شد و حمید درخشان به عنوان جانشین او انتخاب شد.

#### صبای قم، نفت تهران، سایپا
علی دایی در تاریخ ۲۵ تیرماه ۱۳۹۴ به عنوان سرمربی صبای قم انتخاب شد. او در پایان فصل مسابقات لیگ برتر (۹۵–۱۳۹۴) عنوان هفتم با این تیم را کسب کرد.
دایی در تاریخ ۱۵ تیرماه ۱۳۹۵، به عنوان سرمربی نفت تهران انتخاب شد.
او به همراه این تیم به قهرمانی در جام حذفی دست پیدا کرد. با پایان رقابت‌های لیگ برتر (۹۶–۱۳۹۵) نفت تهران؛ با هدایت دایی، در رده نهم جدول مسابقات قرار گرفت.
علی دایی در ۲۳ اردیبهشت ۱۳۹۶ به عنوان سرمربی سایپا انتخاب شد.  این تیم با هدایت دایی؛ در پایان مسابقات لیگ برتر (۹۷–۱۳۹۶)، در رده چهارم جدول قرار گرفت.
دایی در دومین فصل حضور در این تیم؛ درحالی‌که تا پایان هفته ۲۷ مسابقات لیگ برتر (۹۸–۱۳۹۷)، با قرار دادن سایپا در رده هفتم جدول هدایت این تیم را بر عهده داشت،
‏‏ پس از مصاحبه علیه مدیران باشگاه، در سه بازی مانده به پایان فصل اخراج شد.‏‏‏

## آمار عملکرد به عنوان سرمربی در لیگ برتر
| تیم         | فصل         |                          |
| تیم         | فصل         | رتبه                     |
| ----------- | ----------- | ------------------------ |
| سایپا تهران | لیگ ۸۶–۱۳۸۵ | اول                      |
| سایپا تهران | لیگ ۸۷–۱۳۸۶ | یازدهم                   |
| پرسپولیس    | لیگ ۸۹–۱۳۸۸ | چهارم                    |
| پرسپولیس    | لیگ ۹۰–۱۳۸۹ | چهارم                    |
| راه‌آهن      | لیگ ۹۱–۱۳۹۰ | یازدهم                   |
| راه‌آهن      | لیگ ۹۲–۱۳۹۱ | هشتم                     |
| پرسپولیس    | لیگ ۹۳–۱۳۹۲ | دوم                      |
| پرسپولیس    | لیگ ۹۴–۱۳۹۳ | نهم (تا پایان هفته هفتم) |
| صبای قم     | لیگ ۹۵–۱۳۹۴ | هفتم                     |
| نفت تهران   | لیگ ۹۶–۱۳۹۵ | نهم                      |
| سایپا تهران | لیگ ۹۷–۱۳۹۶ | چهارم                    |
| سایپا تهران | لیگ ۹۸–۱۳۹۷ | هفتم تا پایان هفته ۲۷    |

- تیم سایپا تهران به رهبری ورنر لورانت تا هفته پنجم لیگ برتر ۸۶–۱۳۸۵ ایران با کسب ۱۱ امتیاز (۳ برد و ۲ مساوی) در صدر جدول قرار داشت،[۷۲] که علی دایی در ۱۷ مهر ۱۳۸۵ به عنوان جانشین لورانت معرفی شد[۱۵۲] و اولین بازی خود به عنوان مربی-بازیکن را در مقابل پرسپولیس در هفته ششم لیگ برتر انجام داد که این مسابقه با تساوی ۲–۲ به پایان رسید.
- تیم پرسپولیس به رهبری زلاتکو کرانچار تا هفته ۲۱ لیگ برتر ۸۹–۱۳۸۸ ایران در رتبه سوم جدول قرار داشت،[۱۵۳] که حبیب کاشانی، کرانچار را برکنار و علی دایی را به جای وی منصوب کرد.[۱۵۴] پرسپولیس به رهبری علی دایی در لیگ برتر ۸۹–۱۳۸۸ ایران با یک پله تنزل؛ نسبت جایگاه پرسپولیس در زمان سرمربیگری کرانچار، در رتبه چهارم لیگ؛ در پایان فصل قرار گرفت.

## افتخارات

### بازیکن

#### پرسپولیس
- جام آزادگان: ۱۳۷۴

#### بایرن مونیخ
- بوندس‌لیگا: ۹۹–۱۹۹۸
- لیگا پوکال: ۱۹۹۸
- نایب‌قهرمان لیگ قهرمانان اروپا: ۹۹–۱۹۹۸

#### صبای قم
- جام حذفی ایران: ۸۴–۱۳۸۳
- سوپر جام ایران: ۱۳۸۴

#### سایپا
- لیگ برتر خلیج فارس: ۸۶–۱۳۸۵

#### زیر ۲۳ سال ایران
- مدال طلای بازی‌های آسیایی: ۲۰۰۲

#### ایران
- مقام سوم جام ملت‌های آسیا (۲): ۱۹۹۶، ۲۰۰۴
- مدال طلای بازی‌های آسیایی: ۱۹۹۸
- جام بین قاره‌ای آسیا-اقیانوسیه: ۲۰۰۳
- قهرمانی غرب آسیا: ۲۰۰۴

### مربی

#### سایپا
- لیگ برتر خلیج فارس: ۸۶–۱۳۸۵[ب]

#### ایران
- قهرمانی غرب آسیا: ۱۳۸۷

#### پرسپولیس
- جام حذفی ایران (۲): ۸۹–۱۳۸۸، ۹۰–۱۳۸۹
- نایب‌قهرمان لیگ برتر خلیج فارس: ۹۳–۱۳۹۲

#### نفت تهران
- جام حذفی ایران: ۹۶–۱۳۹۵

### فردی
- بازیکن فوتبال سال آسیا:
  - ۱۹۹۶ (نفر دوم)، ۱۹۹۹ (نفر اول)
- بهترین بازیکن ایرانی قرن بیستم به انتخاب فدراسیون تاریخ و آمار فوتبال[۱۵۵]
- سومین گلزن بازی‌های ملی مردان جهان در تمام ادوار: ۱۰۹ گل
- بهترین گلزن بین‌المللی مردان جهان (۲): ۱۹۹۶، ۲۰۰۴[۱۵۶][۱۵۷]
- آقای گل جام ملت‌های آسیا: ۱۹۹۶ (۸ گل)
- آقای گل بازی‌های آسیایی: ۱۹۹۸ (۸ گل)
- آقای گل قهرمانی فوتبال غرب آسیا: ۲۰۰۴ (۵ گل)
- آقای گل لیگ برتر خلیج فارس: ۸۳–۱۳۸۲ (۱۶ گل)
- آقای گل جام باشگاه‌های تهران: ۱۳۷۱ (۲۱ گل) و ۱۳۷۲ (۱۲ گل)
- عضو تیم منتخب قرن ۲۰ فوتبال آسیا به انتخاب فدراسیون تاریخ و آمار فوتبال (IFFHS)[۱۵۸][۱۵۹]
- عضو لیست ده بازیکن برتر تاریخ فوتبال آسیا به انتخاب ای‌اس‌پی‌ان[۱۶۰]
- عضو تالار مشاهیر فوتبال آسیا: ۲۰۱۴[۱۶۱]

### عضویت در فیفا
علی دایی پس از محسن صفایی فراهانی به عنوان دومین ایرانی عضو کمیته فنی فیفا به‌شمار می‌رود.
عضویت دایی در فیفا در حالی انجام گرفت که محمد دادکان با ارسال نامه‌ای به فیفا شرایط حضور وی را در فیفا را فراهم کرد. دایی در اواخر سال ۱۳۹۱ از کمیته فنی فیفا کنار گذاشته شد.

### دعوت به قرعه‌کشی جام جهانی ۲۰۲۲
علی دایی به همراه چند نفر دیگر از ستاره‌های پیشین فوتبال جهان از جمله کافو، لوتار ماتئوس، جی-جی اوکوچا، عادل احمد و تیم کیهیل مهمانان ویژهٔ قرعه‌کشی جام جهانی فوتبال ۲۰۲۲ قطر بودند.

## حواشی

### انتقادات
علی دایی باوجود بازی‌های خوب در دوران جوانی، در سال‌های پایانی (مخصوصا در بازی‌های جام جهانی فوتبال ۲۰۰۶) مورد انتقاد برخی از کارشناسان فوتبال، طرفداران و مطبوعات قرار گرفت. پافشاری برانکو ایوانکوویچ در استفاده مداوم از وی در تیم ملی از محبوبیت وی کاست. اما پس از چندی، موفقیت وی در باشگاه سایپا و قهرمانی او به عنوان بازیکن و سرمربی در لیگ برتر باعث شد تا دوباره توجه همگان را به خود جلب کند.
همچنین با آغاز سرمربی‌گری در تیم ملی، دایی بار دیگر آماج انتقادات قرار گرفت. او به دلیل «دوشغله» بودن (سرمربی هم‌زمان تیم ملی و تیم سایپا) مورد انتقادات تندی قرار گرفت. ارائه لیست بازیکنان دعوت شده به تیم ملی یکی دیگر از دلایل انتقادات از دایی بود. منتقدان او وجود ۵ بازیکن از باشگاه سایپا که در رده‌های میانی جدول لیگ برتر قرار داشت، عدم حضور بازیکنی از تیم‌های خوزستانی (فولاد خوزستان، استقلال اهواز، صنعت نفت آبادان) و نیز عدم دعوت از برخی بازیکنان بزرگ ایرانی مانند مهدی مهدوی‌کیا و علی کریمی را مورد انتقاد قرار می‌دادند.

### شکایت از مایلی‌کهن
دایی در اعتراض به سخنان محمد مایلی‌کهن سرمربی سابق تیم ملی فوتبال ایران از وی شکایت کرد. دادگاه روز دوشنبه ۹ اردیبهشت سال ۱۳۸۷ خورشیدی با حضور وکیل دایی و مایلی‌کهن برگزار شد. مایلی‌کهن بر مواضع قبلی خود و انتقادات از دایی پافشاری کرد. دادگاه محمد مایلی کهن را به‌مدت یک سال از مصاحبه با رسانه‌ها محروم اعلام کرد. در پی شکایت علی دایی از مایلی‌کهن، دادگاهی بدوی در ۲۸ مرداد ۱۳۹۳، وی را به ۴ ماه حبس تعزیری و پرداخت ۱۰۰ هزار تومان جزای نقدی، محکوم کرد. این رأی در دادگاه تجدید نظر نیز تأیید شد. وی در در تاریخ ۲۰ آبان همان سال، برای اجرای حکم با دستبند به اوین منتقل شد. بلافاصله بعد از انتقال مایلی کهن به زندان اوین، محمود گودرزی وزیر ورزش و جوانان به معاونت حقوقی این وزارتخانه دستور پیگیری آزادی محمد مایلی کهن را صادر کرد. دایی نهایتاً در ۲۱ آبان ماه و با واسطه‌گری بسیاری از شخصیت‌ها همچون علی پروین با نوشتن نامه‌ای رضایت داد مایلی کهن از زندان آزاد شود.

### داوری محسن قهرمانی
پس از بازی پرسپولیس و سپاهان در نیم فصل اول مسابقات لیگ برتر در فصل ۹۳–۱۳۹۲ که به میزبانی سپاهان برگزار شد و در طی آن داور مسابقه (محسن قهرمانی) در دقیقه دوم بازیکن پرسپولیس را اخراج؛ و یک پنالتی به نفع سپاهان اعلام کرد، دایی در کنفرانس خبری بعد از بازی بیان کرد: «می‌دانستیم که قهرمانی قرار است در این مسابقه آن طرفی (به سمت سپاهان) غش کند.» دایی همچنین خطاب به قهرمانی اعلام کرد: «آقای قهرمانی من شماره تلفن‌ها و شماره حساب‌ها را نمی‌دانم. اگر تو داوری من پروفسورای داوری دارم.» در پی این اتهام و با توجه به مستنداتی که طرفین ارائه دادند، پس از ۴ ماه حکم پرونده اعلام شد که بر اساس آن محسن قهرمانی از روابط ناسالم مالی بین تیم داوری با باشگاه سپاهان تبرئه شد اما به دلیل دریافت مبالغی از باشگاه راه‌آهن از طریق محمدرضا مولایی (مربی بدن‌سازی تیم در زمان مربیگری علی دایی در این باشگاه) به مدت ۸ ماه از داوری محروم شد.
در این حکم نیز علی دایی که از رفتارهای خلاف قانون برخی عوامل وقت باشگاه راه‌آهن مطلع شده لکن علیرغم برخورد شخصی و مخالفت با موضوع، مطابق تأکید قانونی مقررات اخلاقی فیفا، آن را به موقع به اطلاع مراجع ذی صلاح قانونی نرسانده است «قصور نموده» و «به استناد بند ۱ ماده ۲۱ و شق الف ماده ۶ قانون اخلاق فیفا مصوب سال ۲۰۱۲ میلادی» به ایشان تذکر داده می‌شودکه از این پس به تکالیف قانونی خود عمل کند.
در ادامه این حکم افراد دیگری از باشگاه راه‌آهن مرتبط با پرونده، با حکم محرومیت مقطعی (چند ماهه تا چند ساله)، جریمه مالی و توبیخ کتبی روبرو شدند.

## خارج از فوتبال

### ساخت مدرسه در اردبیل
علی دایی در شهرک گلستان شهر زادگاهش (اردبیل) یک مدرسه در مقطع متوسطه (هنرستان کار و دانش) به نام ابوالفضل دایی (پدرش) و چند مدرسه دیگر ساخته است و از خیرین مدرسه‌ساز اردبیل به‌شمار می‌رود.

### حضور در شبکه‌های اجتماعی
در تاریخ ۲ خرداد ۱۳۹۲ علی دایی حضور خود در فیسبوک را تکذیب کرد و تنها حضورش در شبکه‌های اجتماعی را در شبکه ارتباطی چهره‌ها و مردم عنوان کرد. وی از راه‌اندازی سایت شخصی‌اش در آینده‌ای نزدیک خبر داد. دایی مدتی بعد در اینستاگرام شروع به فعالیت کرده و صفحه او تا ۱۶ تیر ۱۴۰۴، بیش از ۱۳ میلیون و ۱۰۰ هزار دنبال‌کننده دارد.

### سفیر حسن نیت نهضت جهانی
علی دایی در سال ۱۳۸۶ توسط فدراسیون فوتبال ایران به عنوان نماینده فوتبال ایران در سازمان یونیسف معرفی شد. دایی و مهتاب کرامتی (بازیگر سینما) به عنوان دو سفیر ایران در این سازمان بین‌المللی عضویت دارند.

### دریافت نشان شجاعت درجه سه از رئیس‌جمهور
پس از پیشنهاد علی کفاشیان (معاون فنی وقت سازمان تربیت بدنی) و تصویب هیئت دولت، علی دایی در سال ۱۳۸۳ از سید محمد خاتمی رئیس‌جمهور وقت ایران، نشان شجاعت درجه سه دریافت کرد.

### کمک به زلزله‌زدگان کرمانشاه
پس از وقوع زلزله ازگله در آبان ماه ۱۳۹۶، که موجب خسارت زیاد و ویرانی خانه‌های مردم شد، علی دایی برای کمک به مردم زلزله‌زده اعلام آمادگی کرده و چند روز بعد در مناطق زلزله زده سرپل ذهاب حضور یافت. او با استفاده از کمک‌های مردمی و شخصیِ جمع‌آوری شده که رقم آن را در ابتدا ۶ میلیارد و ۶۰۰ میلیون تومان اعلام کرده بود، شروع به خانه‌سازی در روستاهای سرپل ذهاب کرد. او همچنین از ارسال ۶ کامیون و تریلی کمک غیرنقدی به مردم زلزله‌زده خبر داد. پس از مدتی، دایی در اینستاگرامش بازسازی کامل خانه‌های تخریب شده در سه روستای مله‌رولان و تپانی قدیم و جدید را رونمایی کرد.
این اقدامات، تقدیر و تشکر مردم و برخی شخصیت‌ها و باشگاه‌های ورزشی را از دایی به همراه داشت. با این وجود، حساب بانکی علی دایی که برای جمع‌آوری کمک به زلزله‌زدگان استفاده می‌شد، مدتی از سوی قوه قضائیه توقیف شده و وی به اداره آگاهی احضار شد. او در یک مصاحبه با اشاره به این مسئله گفت: «بعضی از ارگان‌ها جلوی پای ما سنگ انداختند… همین الان که دارم با شما صحبت می‌کنم حساب‌های زلزله‌زده‌ها که به اسم من بوده است، مسدود است اما ما کار خودمان را انجام می‌دهیم و مطمئناً در مسیری گام برداشتیم که به آن ایمان و اعتقاد داشتیم.» او همچنین بیان کرد که برای گزارش کمک به زلزله‌زدگان تنها پاسخگوی مردم است.

## پاسداشت
به پاس فعالیت‌های انسان‌دوستانه و میهن‌پرستانه علی دایی بعد از زلزله کرمانشاه به افتخار وی نام یک گونهٔ گربه ماهی به سینه‌خراش علی دایی نام‌گذاری شد. این گونه در رودخانه‌های استان‌های غربی و جنوب غربی ایران زندگی می‌کند. این اتفاق با حاشیه‌هایی همراه بود.
در ۱۵ تیر ۱۴۰۰، خروجی بزرگراه باکری تهران به اتوبان کرج تا ورودی اصلی مجموعه ورزشی آزادی به نام علی دایی به ثبت رسید.